# Çubukbeli, Ulus
Çubukbeli là một xã thuộc huyện Ulus, tỉnh Bartın, Thổ Nhĩ Kỳ. Dân số thời điểm năm 2011 là 84 người.